# Jean de Griffenberg
Jean de Griffenberg ou Jean de Griffomonte, mort le 2 septembre 1420, est un moine chartreux, qui fut prieur de Grande Chartreuse et ministre général de l'ordre des Chartreux. Il représenta l’ordre des chartreux au concile de Pise et fut le principal artisan de la réunification de l’ordre.

## Biographie
Il est issu d'une famille noble saxonne.
Il fait profession à la chartreuse de Paris, et en devient prieur en 1402.
Au cours du Grand Schisme d'Occident, comme tous les ordres religieux, l'ordre des Chartreux est divisé, en deux factions se référant respectivement à Avignon et à l'obédience romaine. Les chartreux allemands et italiens sont avec le pape de Rome, et ceux de France et d'Espagne suivent le pape d'Avignon.  
En 1409,  Étienne Maconi,  général des chartreux « urbanistes » écrit à  Boniface Ferrier, prieur de la Grande Chartreuse et général des chartreux clémentistes, pour lui demander d'envoyer deux députés au concile général à Pise, pour s'entendre et rétablir l'unité. Jean de Griffenberg, et Jean Tirelle, prieur de Bourgfontaine se rendent à Pise. Étienne Maconi  leur offre aussitôt sa démission.  Boniface Ferrier, se rend en personne au concile, et sur la demande des deux députés, leur donne également par écrit sa renonciation au généralat pour la paix et l'union. 
Le 21 avril 1410, le chapitre général tient une séance exceptionnelle. Le père scribe donne lecture de la renonciation de Boniface Ferrier; alors Étienne Maconi se lève, s'élance au milieu de l'assemblée, et lui-même annonce qu'il se démet de sa charge. Aussitôt les définiteurs, quatre « allemands » et quatre « français » se rassemblent pour élire un général. Les définiteurs l'élisent général de l'Ordre, à l'unanimité.
Le nouveau général reste très circonspect et réservé. Avec l’élection de Martin V, le 11 novembre 1417, il reconnait l’élu du concile, en échange de quoi ce dernier s’empresse, par trois bulles, de renouveler à l’ordre cartusien la protection apostolique et, pour ses membres, divers privilèges
Boniface Ferrier reprend sa charge sur ordre de Benoît XIII, mais son pouvoir est borné aux maisons d’Espagne. Le schisme espagnol interne à l'ordre cartusien se prolonge au-delà de 1417 et ce n'est qu'en octobre 1418 que Guillaume de Mota, élu à la suite de Boniface Ferrier, prieur général des chartreuses schismatiques, résidant à Val de Christo, informé de la position du concile de Constance, prend l'initiative de convoquer un nouveau chapitre général des chartreuses de la péninsule. Au terme de ce chapitre est envoyée une ambassade chargée de présenter en Chartreuse les conditions d'une réunion de l'ordre, à savoir la démission simultanée des deux prieurs de Chartreuse alors en charge puis l'élection d'un nouveau prieur. Ces décisions sont acceptés par Guillaume de Mota qui démissionne, tandis que Jean de Griffenberg demeure en fonction. L'ordre est ainsi réunifié.
Il meurt le 2 septembre 1420 au cours d’une épidémie qui fauche également d'autres religieux.